# Comunidad Homosexual Argentina
La Comunidad Homosexual Argentina (CHA) es una asociación argentina no gubernamental sin fines de lucro cuya labor se centra en favor de los derechos y la participación democrática de las personas homosexuales, transexuales y bisexuales en el sufragio argentino y la misma se realiza a través de un voluntariado. Se creó el 16 de abril de 1984, y su primer presidente fue el profesor de historia Carlos Jáuregui. De esta manera es la más antigua de las que a la fecha existen en el país, aun cuando existieron otras organizaciones anteriores, como el grupo Nuestro Mundo, de 1969, o el Frente de Liberación Homosexual, entre otros.

## Áreas
Área Jurídica:  en este espacio se brinda asesoramiento jurídico gratuito, realización de campañas de concientización sobre derechos, investigación, documentación y presentación de propuestas legislativas, programa de pasantías para estudiantes avanzados de abogacía, etc.
Área de Salud: conformada por profesionales universitarios, brindan asesoramiento psicológico y psiquiátrico, efectúan el desarrollo de programas de acompañamientos a niñas y niños mayores de dos años, adolescentes trans y a sus familias, etc.
Área Cultural: realización de eventos relacionados con la diversidad sexual, entre ellas la Marcha del Orgullo Gay de Buenos Aires, promoción y difusión de expresiones artísticas que promuevan mayor visibilidad de conciencia de la diversidad sexual,promoción de la enseñanza de formas de expresión relacionadas con la diversidad sexual, etc.
Su primer presidente fue Carlos Jáuregui. Desde 1996 la asociación fue presidida por César Cigliutti hasta su muerte en agosto del 2020. Pedro Paradiso Sottile es el presidente de la organización desde septiembre de 2020.

## Historia

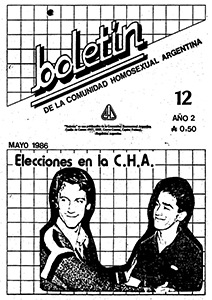
Boletín número 12 de la CHA, mayo de 1986

El 16 de abril de 1984, en la discoteca Contramano, nace la Comunidad Homosexual Argentina (CHA). En esa asamblea también se estableció como objetivo primario y de emergencia luchar contra la represión y los edictos policiales heredados de la dictadura militar.
En septiembre la Comisión Nacional para la Desaparición de Personas (CONADEP) entrega al presidente de la nación su informe. La CHA participa del acto en Plaza de Mayo por primera vez con bandera y una columna de aprox. 100 personas.
1985, la CHA cuenta con su primera sede inicia la prestación de servicios legales gratuitos, se da inicio a un sinnúmero de proyectos de leyes.
1986 se inicia la primera campaña de VIH/Sida de una ONG en Argentina. Fue una campaña pública.
1987 ¡Stop SIDA! es una campaña de prevención que la CHA ha realizado en lugares públicos de la Ciudad de Buenos Aires. Nació en septiembre de 1987, mientras el Estado especulaba sobre la identificación y la marginación de las personas que viven con el VIH. La acción comenzó con conferencias en centros de salud durante las cuales se establecieron los primeros vínculos con sexólogos y psicólogos. La CHA fue la primera ONG en distribuir material profiláctico e información en la vía pública.  
1992 En marzo de ese año se consigue, luego de muchas acciones, la personería jurídica. Convirtiéndose en la primera asociación LGBTTIQ+ de Argentina y América Latina en alcanzar el reconocimiento legal. La agrupación formó parte del encuentro denominado Reflexión Lésbico-Homosexual de América del Sur, realizado del 24 al 28 de noviembre de 1992 en la localidad chilena de Nos (San Bernardo) y que fue la primera reunión de agrupaciones LGBT de Sudamérica.
1996 El 20 de agosto muere Carlos Jauregui a causa del VIH/SIDA.
1997 La primera marcha del orgullo" se lleva a cabo en el medio de la calle Florida como un acto de darse a conocer e invitar a la 6.ª Marcha del Orgullo . Los participantes fueron: ALIT, Amenaza lésbica, CHA y el Área de Estudios Queer.
1998 JUnto a FOETRA denuncian un acto de discriminación por orientación sexual a un empleado de “Telefónica de Argentina”. Es la primera vez que una entidad sindical y una organización LGBTTIQ+ trabajan juntas EN un caso de discriminación laboral. (El empleado pudo mantener su trabajo y permanecer en el mismo lugar)

## Publicaciones
- La Homosexualidad en la Argentina de Carlos Jáuregui. 1984.
- Adopción: la caída del prejuicio. Escrito por 27 referentes como Eva Giberti, Isabel Monzón, Graciela Medina, Alfredo Grande y Jorge Garaventa, entre otrxs
- Vamos a andar y otras publicaciones de interés de la comunidad LGBTTIQ+ Desde sus inicios la CHA elabora publicaciones periódicas.
- Informe anual Situación Jurídica y de ciudadanía  de la comunidad LGBTTIQ+ en Argentina.
- Salí del Closet. Cuadernillo del grupo de Jóvenes de la CHA.
- Niñez Trans. Experiencia de reconocimiento y derecho a la identidad. Lic Valeria Pavan . Este libro brinda testimonio sobre las experiencias y alternativas que acompañaron el inédito caso del reconocimiento legal de una niña trans de cinco años de edad llamada Luana.
- Informe Anual Crímenes de Odio. Desde 1998.

## Marcha del Orgullo
En julio de 1992 se realiza la primera marcha desde la Plaza de Mayo al Congreso de la Nación. Carlos Jáuregui junto a César Cigliutti por la CHA organizan y convocan a la Primera marcha del Orgullo en Argentina. Participaron otras organizaciones 
En la actualidad cerca de 250 000 personas marchan cada año en el mes de noviembre.    

## Legislación
1985 En una "carta abierta a los legisladores" solicitó que la "orientación sexual" se incluyera como causa de discriminación en la "ley antidiscriminatoria"  que aprobaría la Asamblea Nacional. En actual revisión 2020. 
Edictos policiales: en marzo de 1998 se consigue la derogación de los edictos en la ciudad de Buenos Aires. Trabajo conjunto de la CHA junto al CELS